# Haudegen hadművelet

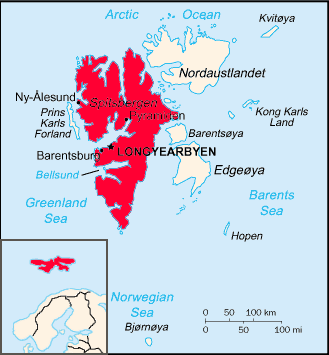
A Spitzbergák térképe

A Haudegen hadművelet a náci Németország 1944-es, második világháborús akciója volt, amelynek során a német haditengerészet meteorológiai állomást állított fel a Spitzbergákon.
A megfelelő időjárási előrejelzések érdekében a németek már 1941-ben több automata és manuális meteorológiai állást építettek ki a Spitzbergákon. Ebben az évben a terület lakosait a Gauntlet hadműveletben Angliába és Arhangelszkbe evakuálták. 1942-ben a szövetségesek Fritham néven műveletet indítottak a térségben, de a hajóra rábukkant egy német gép, és bombával elsüllyesztette. A németek a további zaklatások elkerülése érdekében távolabbi területre helyezték át állomásaikat.
1944. augusztus 5-én az U–307 német tengeralattjáró és a Karl J. Busch szállítóhajó kifutott a narviki tengerészeti bázisról, és ezzel megkezdődött a Haudegen akció. A meteorológiai csapatot Wilhelm Dege hadnagy vezette, aki civilben tanár, geológus, geográfus és történész volt, és több tudományos expedíciót is vezetett a területen. Egy korábbi hasonló hadművelet kudarccal ért véget, amikor a brit HMS Nabob hadihajó elsüllyesztette az U–354 búvárhajót.
Az egység tagjai az Óriás-hegységben kaptak kiképzést. A 11 embert hatvan önkéntes közül választották ki. Megtanították őket síelni, jégkunyhót építeni, a kutyaszánt kezelni és a kutyákat gondozni, valamint kiképzést kaptak a meteorológiai berendezések és a fegyverek használatára. Dege egysége sikeresen partra szállt, és Rijpfjord-nál felállította az állomást, majd megkezdte a jelentések sugárzását. Naponta öt kódolt meteorológiai jelentést küldtek a Tromsøi parancsnokságra. Dege szabadidejében tudományos kutatásokat folytatott a sarki régióban.
1945 áprilisában a német légierő leszállóterületet keresett a bázis közelében, hogy kimentse a Haudegen hadműveletben részt vevő katonákat. Az alakulat készített egy kifutópályát, de nem jött értük repülő. Miután 1945. május 7-én Németország megadta magát, azt az utasítást kapták Tromsøből, hogy semmisítsék meg a berendezéseket és a dokumentumokat. Az egységnek mindössze egy evezős csónakja volt, így nem tudták elhagyni a Spitzbergákat. Rádiójeleket nem fogtak a saját csatornájukon, ezért a szövetségesek által használt frekvenciákon küldtek jeleket. A norvégok végül egy fókavadászhajót küldtek értük, amely 1945. szeptember 4-én, négy hónappal a német megadás után érkezett meg. Wilhelm Dege átadta fegyverét a Blaasel kapitányának, és embereivel együtt megadta magát. Ez az egység volt a náci Németország önmagát utoljára megadó alakulata. A 11 német katonát őrizetbe vették Norvégiában, majd visszatértek Németországba.
A meteorológiai állomás – egy nagyobb és egy kisebb bódé – még áll a Spitzbergákon, bárki használhatja menedékként. A hadműveletről, a résztvevőkről és a spitzbergai életről Wilhelm Dege könyvet írt.